# Paul Hanley (Musiker)

Paul Hanley, 13. April 1984, "Perverted By Language"-Tour, Markthalle in Hamburg

Paul Hanley (* 18. Februar 1964 in Manchester, England) ist ein britischer Musiker irischer Abstammung aus Manchester. Bekannt wurde er als Schlagzeuger der englischen Kult-Band The Fall.

## Leben
Paul Hanley stieg bei The Fall ein, als er noch zur Schule ging. Zuerst war er der Roadie der Band, in der sein älterer Bruder Steve Hanley Bass spielte. 1980 übernahm er das Schlagzeug, da war er gerade mal 16 Jahre alt. An einigen Tourneen konnte er auf Grund seines Alters nicht teilnehmen, so verpasste er eine Tour, weil er gerade seinen Schulabschluss machte. Für eine USA-Tour bekam er nicht die nötigen Papiere der Behörden, da er in Clubs hätte spielen müssen, die erst ab 21 Jahren freigegeben waren.
In The Fall spielte Paul Hanley bis März 1985. Danach gründete er mit Schulfreunden seine eigene Band Kiss The Blade. Da es bereits eine Band mit diesem Namen gab, wurde sie in Shout Bamalam umbenannt. 1988 brachten sie eine EP heraus, die einzige Veröffentlichung. Die Band löste sich auf und er machte einige Jahre keine Musik mehr, erst als sein Bruder Steve die Band ARK gründete. Dort war er zuerst der Keyboarder, wechselte aber zum Schlagzeug, als der Drummer Karl Burns die Band verließ. 2002 veröffentlichte ARK ihre einzige und recht unterbewertete CD Brainsold, auf der Paul Hanley neben den Drums auch Piano spielte.
2001 stieg Steve Hanley bei The Lovers ein, die Band von Tom Hingley, dem Sänger der Inspiral Carpets und holte seinen Bruder Paul nach, der seitdem bei The Lovers Schlagzeug spielt, neben Kelly Wood an den Keyboards und Jason Brown an der Gitarre. Als erste Veröffentlichung kam 2003 die Single Yeah auf den Markt, 2004 erschien das Debüt-Album ABBA Are The Enemy und im März 2008 kam das Nachfolger-Album Highlights auf den Markt.
1983 brachte Hanley mit Marc Riley eine Single, im Jahr darauf zwei Alben heraus.
Paul Hanley ist nicht zu verwechseln mit dem gleichnamigen Musiker von der englischen Band Sacred, der sein Neffe ist.

## Diskografie

### Mit The Fall

#### Studio-Alben
- 1980 Grotesque (After the Gramme)
- 1981 Slates
- 1982 Hex Enduction Hour
- 1982 Room to Live (Undilutable Slang Truth!)
- 1983 Perverted By Language
- 1984 The Wonderful and Frightening World of The Fall
- 1986 Bend Sinister

#### Live-Alben
- 1982 Live in London 1980
- 1983 Fall In a Hole (Live Auckland 1982)
- 1998 Live To Air In Melbourne 1982
- 2001 Austurbaejarbio (Live In Reykjavik 1983)
- 2005 Live From The Vaults – Glasgow 1981
- 2005 Live From The Vaults – Hof Alter Bahnhof 1981

#### Compilation-Alben
- 1985 Hip Priest And Kamerads
- 1986 North West Gas
- 1987 Palace Of Swords Reversed
- 1990 458489 A Sides
- 1990 458489 B Sides
- 1993 The Collection
- 1994 Backdrop
- 1998 Smile – It’s The Best Of The Fall
- 1999 The Peel Sessions
- 2000 Psykick Dancehall
- 2002 Totally Wired – The Rough Trade Anthology
- 2002 The Rough Trade Singles Box
- 2002 Early Singles
- 2003 Words Of Expectation – BBC Sessions
- 2003 It’s The New Thing – The Step Forward Years
- 2003 Rebellious Jukebox
- 2004 50.000 Fall Fans Can’t Be Wrong
- 2005 The Complete Peel Sessions 1978-2004
- 2007 The Fall Box Set 1976-2007

#### EPs
- 1984 Call For Escape Route
- 1993 Kimble

#### Singles
- 1980 How I Wrote "Elastic Man"
- 1980 Totally Wired
- 1981 Lie Dream Of A Casino Soul
- 1982 Look, Know
- 1982 Marquis Cha Cha
- 1983 The Man Whose Head Expanded
- 1983 Kicker Conspiracy/Wings
- 1984 Oh! Brother
- 1984 C.R.E.E.P.
- 1986 Living Too Late

#### VHS/DVD
- 1981 Perverted By Language Bis (VHS)
- 2003 Perverted By Language Bis (DVD)
- 2004 Live At The Hacienda 1983-1985 (DVD)

### Mit Marc Riley

#### Alben
- 1984 Cull
- 1984 Gross Out

#### Single
- 1983 Favorite Sister/Carry Mi Card

### Mit Shout Bamalam

#### EP
- 1987 Ambition, The Groover & Greed

### Mit ARK

#### Album
- 2002 Brainsold

### Mit The Lovers

#### Album
- 2004 Abba Are The Enemy
- 2008 Highlights

#### Single
- 2003 Yeah